# Emmelshausen
Emmelshausen település Németországban, Rajna-vidék-Pfalz tartományban. Lakosainak száma 4951 fő (2023. december 31.).

## Népesség
A település népességének változása:
| Lakosok száma | 3027 | 4871 | 4831 | 4980 | 4948 | 4951 |
|               | 1975 | 2017 | 2019 | 2021 | 2022 | 2023 |